# Structure politique et territoriale de l'ancienne Confédération suisse

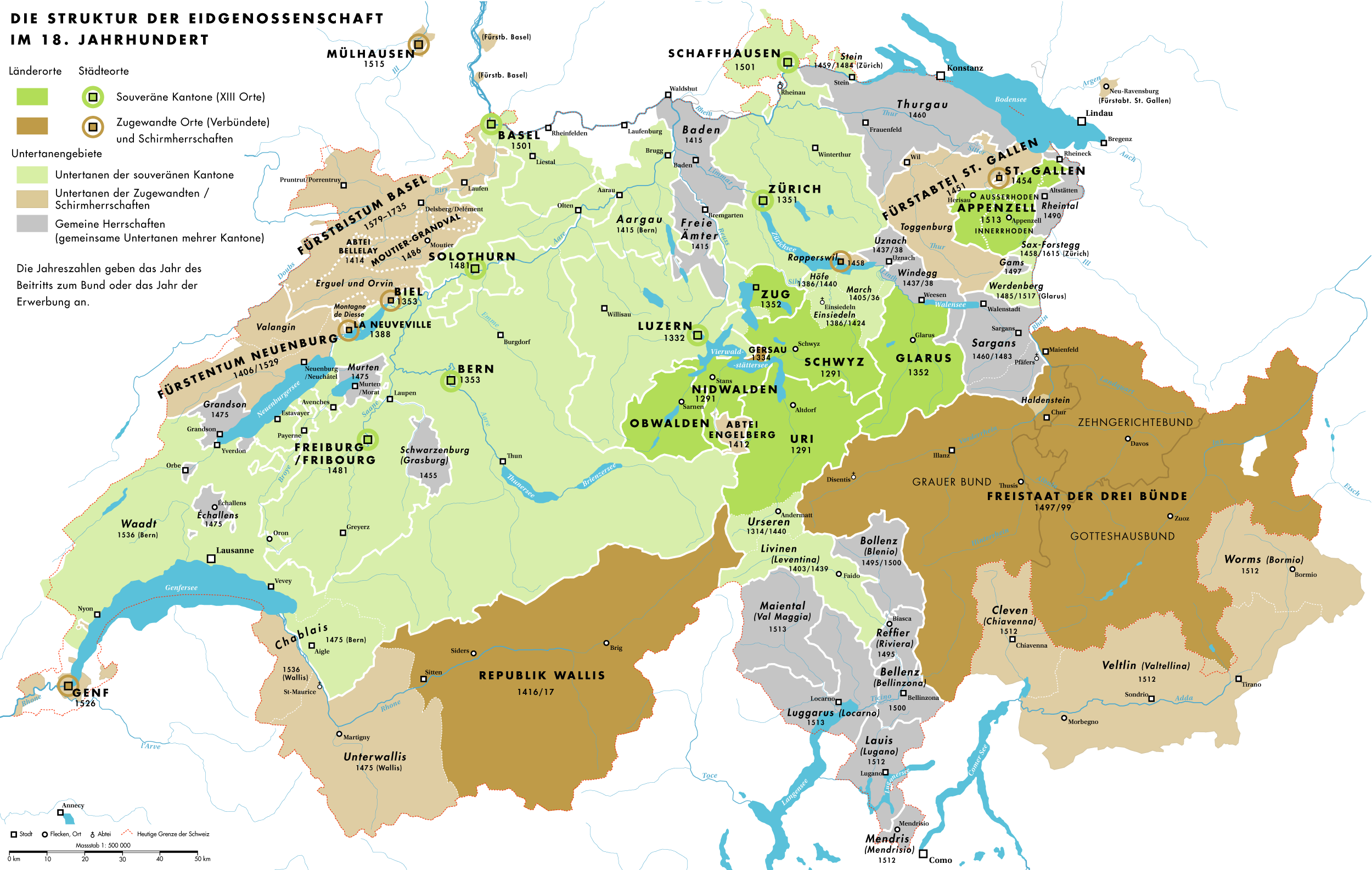
La Confédération des XIII cantons et ses alliés au XVIIIe siècle.
Cantons souverains
Territoires des cantons
Alliés
Territoires des alliés
Bailliages communs

Cet article traite de la structure politique et territoriale de l'ancienne Confédération suisse, depuis le début de la Confédération des III cantons en 1291 jusqu'à la fin de la Confédération des XIII cantons en 1798, c'est-à-dire de la structure liant les treize cantons souverains, leurs sujets respectifs, leurs bailliages communs et les territoires alliés.

## Généralités

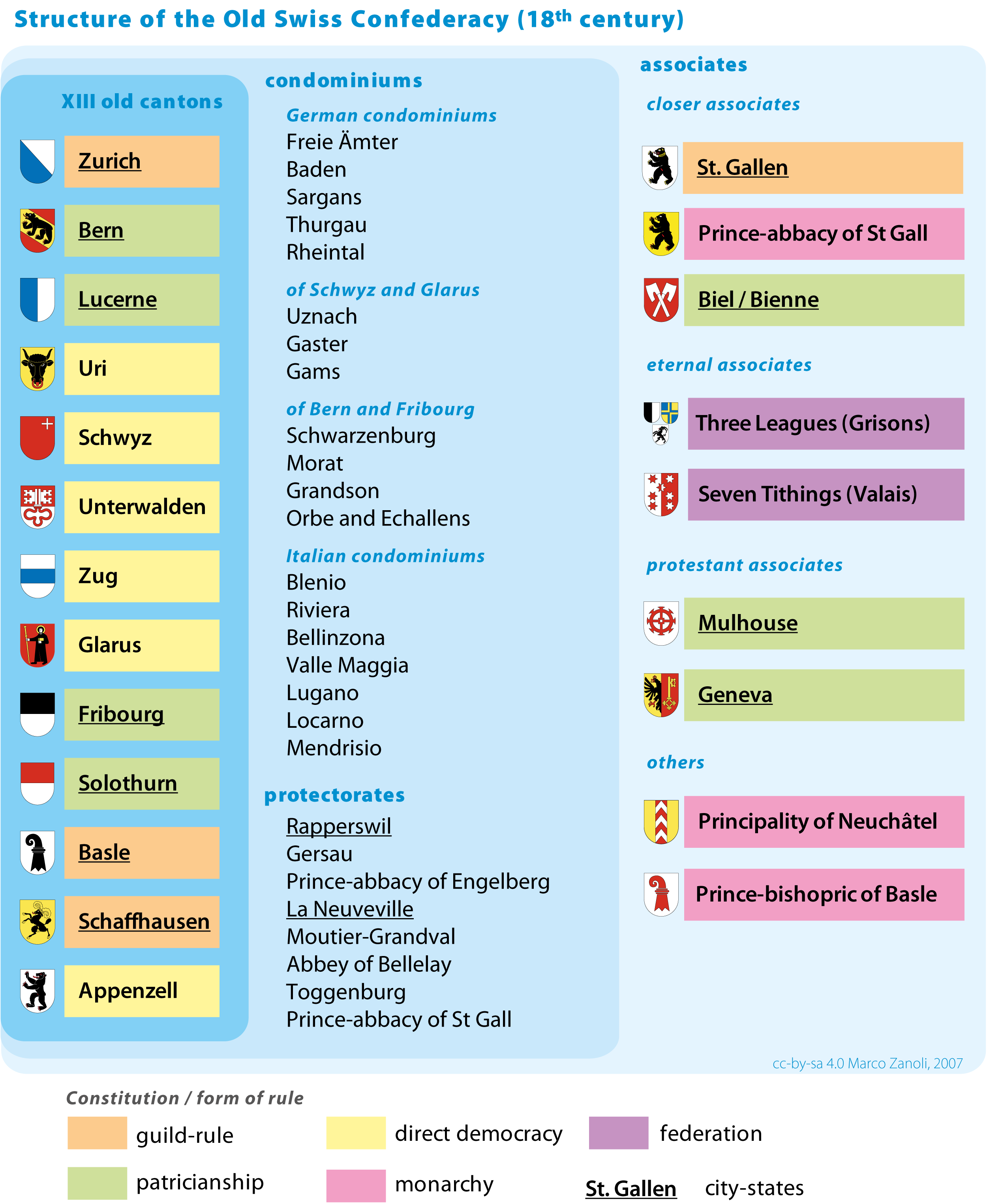
Structure de la Confédération au XVIIIe siècle.

L'ancienne Confédération suisse est initialement un ensemble de pactes et de traités bilatéraux entre différents membres, avec des engagements et des responsabilités diverses, dont l'imbrication fédérale est progressivement renforcée. Le territoire suisse s'organise peu à peu suivant la structure suivante :
- une confédération de cantons, passant de trois en 1291 à 13 en 1513 ;
- des pays riverains alliés, soit à un ou plusieurs cantons, soit à la Confédération tout entière ;
- un ensemble de territoires sujets ou bailliages d'un ou plusieurs cantons ou de protectorats.

## Structure

### Cantons et sujets

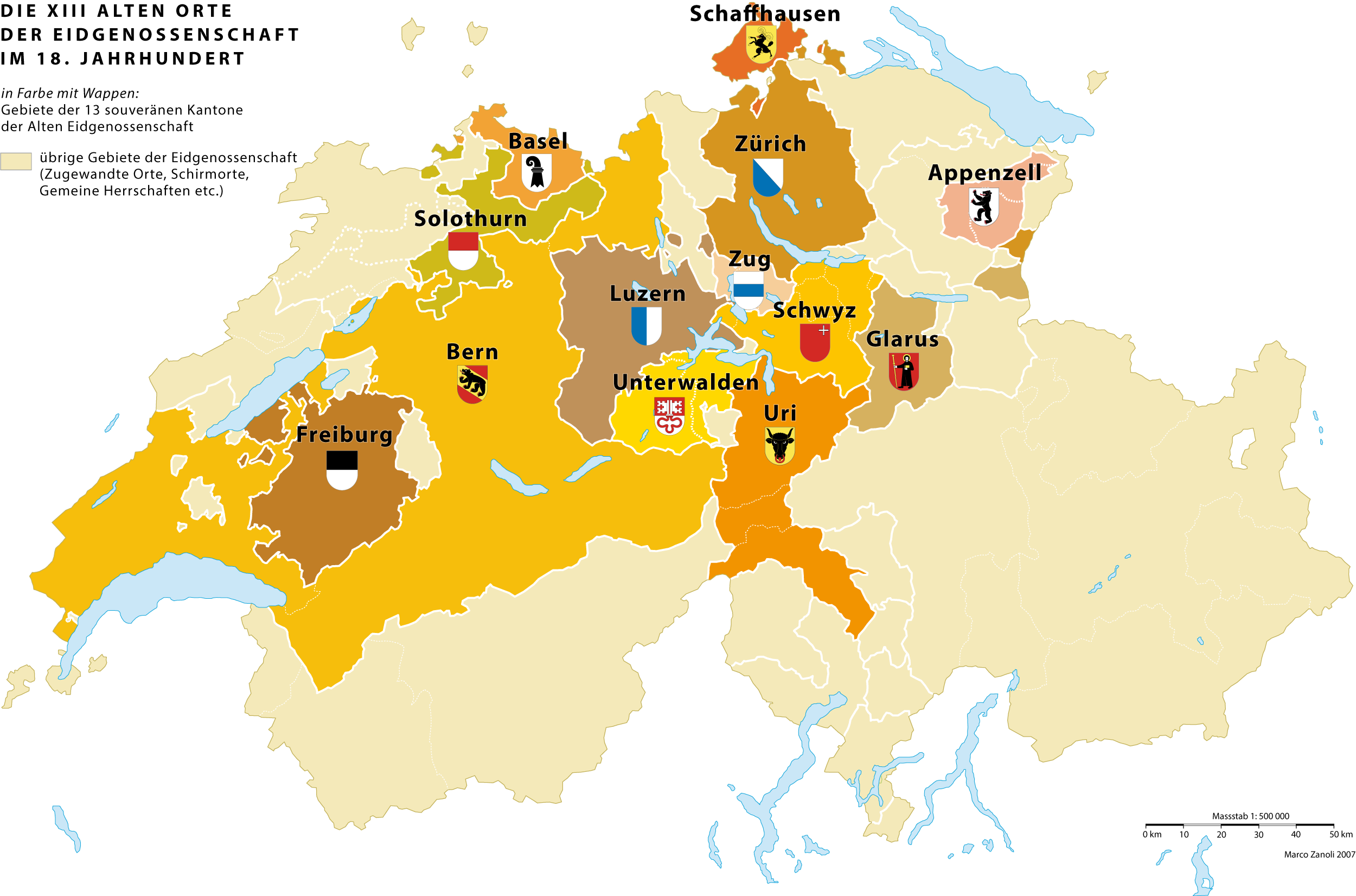
Les treize cantons de l'ancienne Confédération suisse.

À partir des trois cantons initiaux, la Confédération s'étendit en plusieurs étapes : d'abord à huit cantons, puis en 1481 à dix, en 1501 à douze et finalement à treize cantons. Certains étaient des cantons-villes, c'est-à-dire comprenant une ville et des territoires sujets, d'autres des cantons-ruraux. La liste suivant donne la liste des cantons, dans l'ordre conventionnel (entre parenthèses, leur date d'entrée dans la Confédération).
- VIII cantons (Acht Orte) :
  - Zurich, canton-ville (1351) ;
  - Berne, canton-ville (1353, allié depuis 1323) ;
  - Lucerne, canton-ville (1332) ;
  - Uri, canton-rural (1291)[2] ;
  - Schwytz, canton-rural  (1291)[2] ;
  - Unterwald, canton-rural composé des deux demi-cantons d'Obwald et de Nidwald (1291)[2].
  - Glaris, canton-rural (1352) ;
  - Zoug, canton-mixte (1352).

- X cantons :
  - Fribourg, canton-ville (1481, allié depuis 1454) ;
  - Soleure, canton-ville (1481, allié depuis 1353).

- XII cantons :
  - Bâle, canton-ville (1501) ;
  - Schaffhouse, canton-ville (1501, allié depuis 1454).

- XIII cantons (Dreizehnörtige Eidgenossenschaft) :
  - Appenzell, canton-rural (1513, allié depuis 1411).

### Bailliages

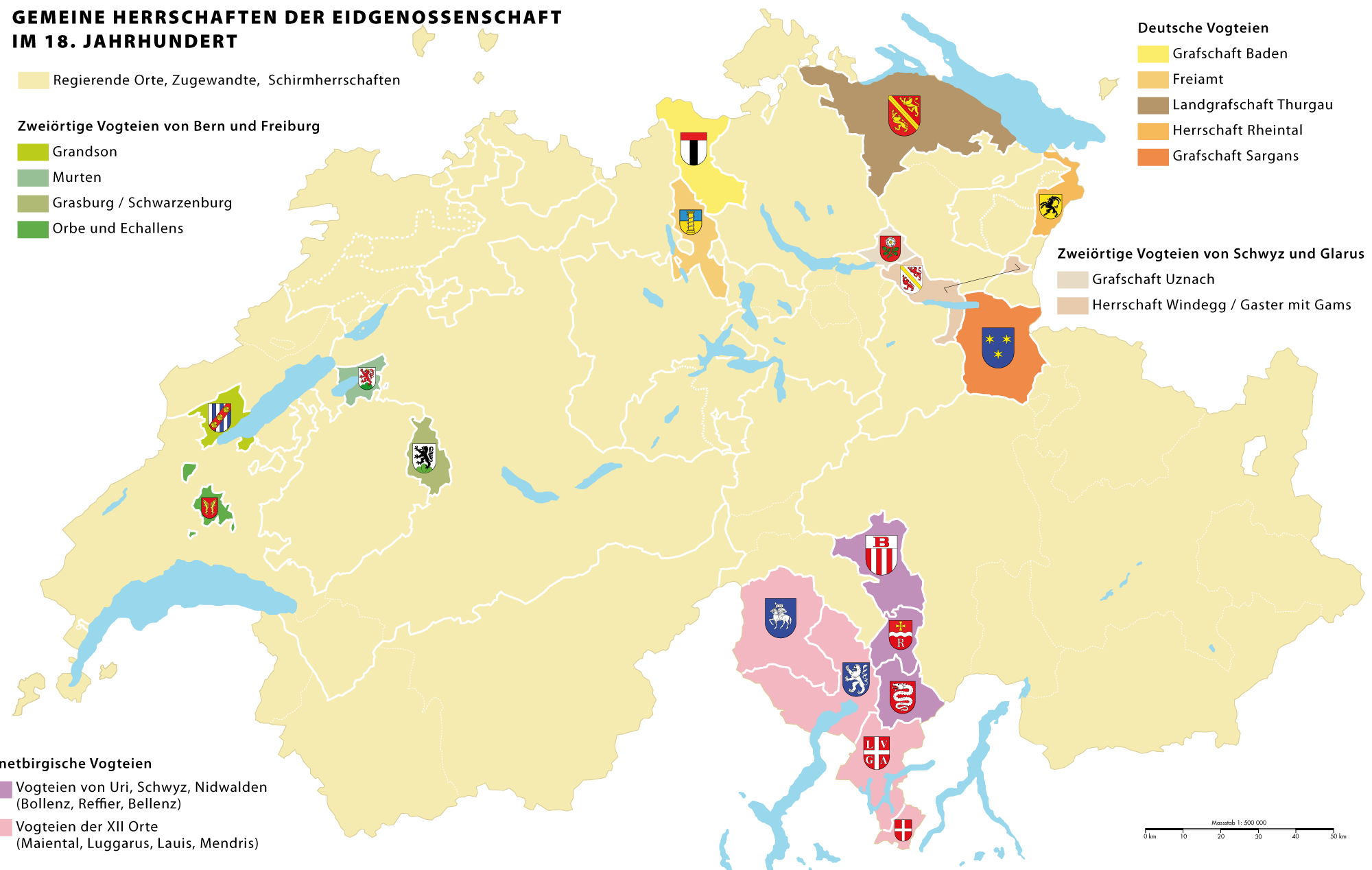
Bailliages communs de l'ancienne Confédération suisse.

#### Bailliages allemands
Les « bailliages allemands » (en allemand : Deutsche Gemeine Vogteien ou Gemeine Herrschaften) étaient généralement gouvernés par les Acht Orte, sans Berne jusqu'en 1712, date à laquelle Berne rejoignit les puissances souveraines :
- Freie Ämter, conquis en 1415 et partitionnés en 1712 en :
  - Haut-Freiamt, gouverné par les Acht Orte ;
  - Bas-Freiamt, gouverné par Zurich, Berne et Glaris.
- Comté de Baden, conquis en 1415 ; gouverné à partir de 1712 par Zurich, Berne et Glaris.
- Comté de Sargans (de) (1460)/83
- Landgraviat de Thurgovie (1460)
- Bailliage de Rheintal (1490), gouverné initialement par les Acht Orte sans Berne, plus l'abbaye de Saint-Gall. Appenzell fut ajouté en 1500, Berne en 1712.

#### Bailliages italiens
Plusieurs bailliages étaient appelés « bailliages par delà les montagnes » (en allemand : Ennetbergische Vogteien ; en italien : Baliaggi Ultramontani). En 1440, Uri conquit la vallée de Leventine aux dépens des Visconti, ducs de Milan. Certains de ces territoires avaient déjà été annexés en 1403, mais perdus en 1422. D'autres territoires encore furent acquis en 1500.
- Trois bailliages, tous actuellement dans le Tessin, étaient gouvernés par Uri, Schwytz et Nidwald :
  - Bailliage de Blenio (1477 à 1480, puis à partir de 1495) ;
  - Bailliage de la Riviera (1403 à 1422, puis à partir de 1495) ;
  - Bailliage de Bellinzone (1500).

- Quatre autres bailliages tessinois étaient gouvernés par les Zwölf Orte (tous les cantons, à l'exception d'Appenzell) à partir de 1512 :
  - Bailliage de Vallemaggia ;
  - Bailliage de Lugano ;
  - Bailliage de Locarno ;
  - Bailliage de Mendrisio.

- Trois autres bailliages étaient également gouvernés par ces Zwölf Orte à partir de 1512, mais furent perdus en 1515 et sont désormais des communes de Lombardie, en Italie :
  - Travaglia ;
  - Cuvio ;
  - Eschental (actuelle Ossola).

#### Bailliages d'un seul canton
Certains cantons administraient seuls des bailliages, notamment Berne (Aigle puis le pays de Vaud et l'Argovie), Uri (la Leventine), Glaris, Schaffhouse et Zurich.

#### Bailliages de deux parties
- De Berne et Fribourg :
  - Comté de Grasburg / Schwarzenburg (1423)
  - Bailliage de Morat (1475)
  - Grandson (1475)
  - Bailliage d'Orbe-Échallens (1475)

- De Glaris et Schwytz :
  - Comté d'Uznach (1437)
  - Seigneurie de Windegg / Gaster (1438)
  - Seigneurie de Hohensax / Gams (1497)

- De Berne et de Soleure :
  - Buchsgau (1426) ; partagé en 1463 entre Berne (terres en amont d'Olten) et Soleure ;

- De Berne et de l'évêché de Bâle :
  - Montagne de Diesse (1388)

### Pays alliés

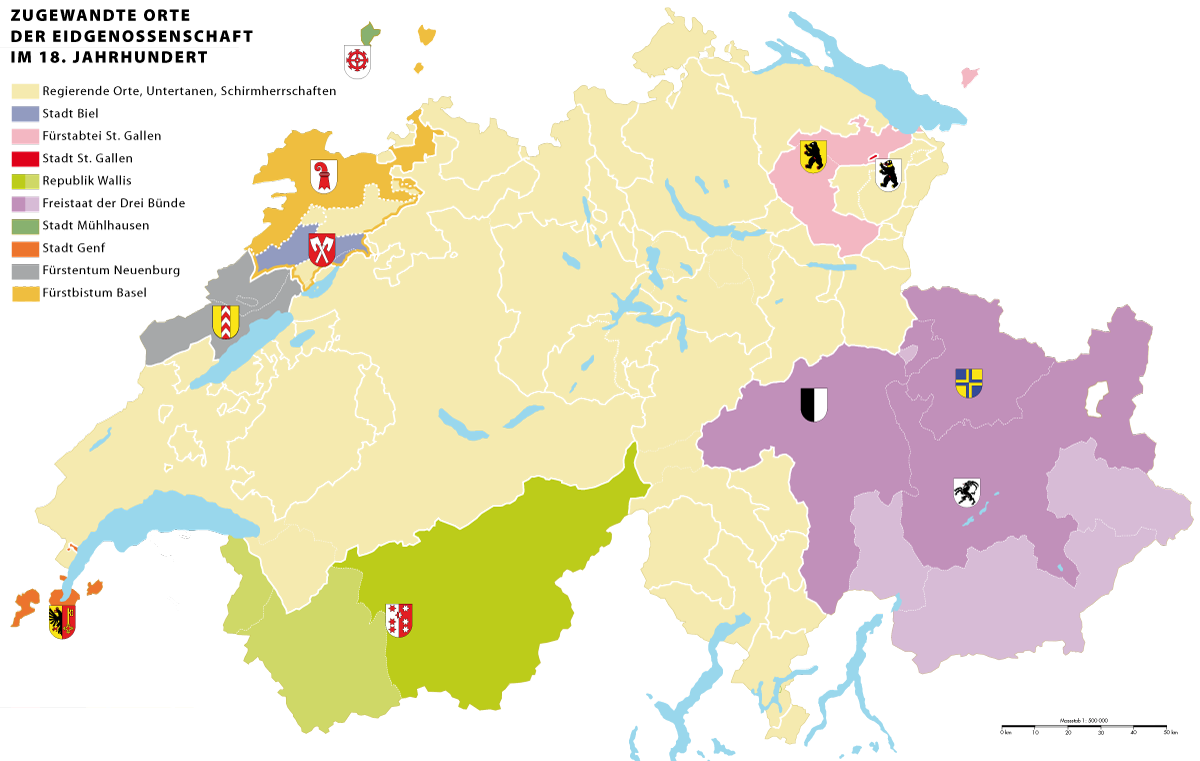
Zugewante Orte de l'ancienne Confédération suisse.

Plusieurs pays étaient alliés de l'ancienne Confédération suisse (en allemand : Zugewandte Orte), liés par des traités d'alliance ou de combourgeoisie avec tous ou partie des membres de la confédération.

#### Alliés proches
Trois des alliés étaient connus comme Engere Zugewandte :
- Bienne (1344) : entre 1344 et 1382, traités avec Fribourg, Berne et Soleure. Nominalement, Bienne était sujet de l'Évêché de Bâle ;
- Abbaye impériale de Saint-Gall (1451) : traité avec Schwytz, Lucerne, Zurich et Glaris, renouvelé en 1479 et 1490. L'abbaye était simultanément un protectorat ;
- Ville impériale de Saint-Gall (1454) : traité avec Schwytz, Lucerne, Zurich, Glaris, Zug et Berne.

#### Alliés éternels
Deux fédérations étaient connues comme Ewige Mitverbündete :
- Sept Dizains (1416) : fédération indépendante du Valais, devint un allié en 1416 par alliance avec Uri, Unterwald et Lucerne, suivi d'un traité avec Berne en 1446.
- Trois Ligues (1497/98) : fédérations indépendantes des Grisons, alliées de la Confédération à partir de 1497/98 à la suite de la Guerre de Souabe. Les Trois Ligues conclurent ensemble une alliance avec Berne en 1602.
  - Ligue grise : alliée à Glaris, Uri et Obwald par des pactes de 1400, 1407 et 1419. Conclut une alliance avec sept des huit cantons (les Acht Orte sans Berne) en 1497.
  - Ligue de la Maison-Dieu : fit la même chose en 1498.
  - Ligue des Dix-Juridictions : conclut une alliance avec Zurich et Glaris en 1590.

#### Alliés protestants
Deux alliés étaient connus comme Evangelische Zugewandte :
- Ville impériale de Mulhouse (1515) : conclut un premier traité avec certains cantons en 1466 et devint un allié en 1515 par traité avec les 13 membres de la Confédération ; le demeura jusqu'à l'invasion française de la ville en 1797.
- Ville impériale de Genève (1536) : traité de 1536 avec Berne, traité de 1584 avec Zurich et Berne.

#### Autres alliés
- Comté de Neuchâtel (1406) : traités en 1406 et 1526 avec Berne et Soleure, 1495 avec Fribourg et 1501 avec Lucerne ;
- Vallée impériale d'Urseren (1317) : traité avec Uri ; annexée par Uri en 1410 ;
- Weggis (1332) : traités de 1332 à 1380 avec Uri, Schwytz, Unterwald et Lucerne ; annexé par Lucerne en 1480 (Bailliage de Weggis) ;
- Morat (1353) : traité avec Berne ; devient un bailliage commun en 1475 ;
- Payerne (1353) ; traité avec Berne ; annexé par Berne en 1536 (Gouvernement de Payerne) ;
- Bailliage de Bellinzone (1407) : traité avec Uri et Obwald ; devient un bailliage commun entre 1419 et 1422 ;
- Comté de Sargans (de) (1437) : traité avec Glaris et Schwytz ; bailliage commun en 1483 ;
- Baronnie de Sax-Forstegg (1458) : traité avec Zurich ; annexée par Zurich en 1615 ;
- Stein am Rhein (1459) : traité avec Zurich et Schaffhouse ; annexé par Zurich en 1484 ;
- Comté de Gruyère (1548) : allié à Fribourg et Berne depuis le début du XIVe siècle, devient un allié de la Confédération en 1548. Lorsque les comtes de Gruyère font banqueroute en 1555, le territoire est partagé[3] :
  - Bas-Gruyère : bailliage fribourgeois (par suite d'un traité de 1475) ;
  - Haut-Gruyère (vallées impériales de Gessenay et Château-d'Œx) : annexion par Berne (par suite d'un traité de 1403).
- Comté de Werdenberg (1493) : traité avec Lucerne ; annexé par Glaris en 1517 ;
- Ville impériale de Rottweil (1519–1632à : traité avec les treize membres de la Confédération ; un traité de coopération militaire antérieur existait depuis 1463. En 1632, le traité est renouvelé avec Lucerne, Uri, Schwytz, Unterwald, Zug, Soleure et Fribourg ;
- Évêché de Bâle (1579–1735) : traité avec Lucerne, Uri, Schwytz, Unterwald, Zug, Soleure et Fribourg.

### Protectorats
- Abbaye de Bellelay (1414) : protectorat de Berne, Bienne et Soleure ; sous la juridiction nominale de l'Évêché de Bâle ;
- Abbaye d'Einsiedeln (1357) : protectorat de Schwytz ;
- Abbaye d'Engelberg (1425) : protectorat de Lucerne, Uri, Schwytz et Unterwald ;
- Erguël (1335) : protectorat de Bienne sous juridiction militaire ; également sujet de l'Évêché de Bâle ;
- Abbaye impériale de Saint-Gall (1451) : protectorat de Schwytz, Lucerne, Zurich et Glaris ; l'abbaye est simultanément un pays allié ;
- République de Gersau (1332) : village indépendant, allié à Schwytz ; Lucerne, Uri et Unterwald sont également pouvoirs protecteurs ;
- Abbaye de Moutier-Grandval (1486) : protectorat de Berne ; l'abbaye est également sujet de l'Évêché de Bâle et, jusqu'en 1797, du Saint-Empire romain germanique ;
- La Neuveville (1388) : protectorat de Berne ; également sujet de l'Évêché de Bâle ;
- Abbaye de Pfäfers (1460) : protectorat des Acht Orte sans Berne ; annexée par le comté de Sargans (de) en 1483 ;
- Rapperswil (1464) : protectorat d'Uri, Schwytz, Unterwald et Glaris ; de Zurich, Berne et Glaris à partir de 1712 ;
- Comté de Toggenburg (1436) : protectorat de Schwytz et Glaris ; de Zurich et Berne à partir de 1718 ; simultanément sujet de l'abbaye de Saint-Gall.

### Sujets séparés
Certains territoires étaient des sujets séparés de cantons ou d'alliés (en allemand : Einzelörtische Untertanen von Länderorten und Zugewandten) :
- D'Uri :
  - Vallée impériale de Leventine (1403, 1439) ;
  - Vallée impériale d'Urseren (1440).

- De Schwytz :
  - Küssnacht (1402) ;
  - Abbaye d'Einsiedeln (1397 / 1424) ;
  - March (1405 / 36) ;
  - Höfe (1440).

- De Glaris :
  - Comté de Werdenberg (1485 / 1517) ; annexé par Lucerne en 1485 ; transféré à Glaris en 1517.

- De la République du Valais :
  - St-Maurice (1475 / 77) ;
  - Monthey (1536) ;
  - Nendaz-Hérémance (1475 / 77) ;
  - Port Valais/Vionnaz ;
  - Lötschental (XVe siècle).

- Des Trois Ligues :
  - Bormio (1512) ;
  - Chiavenna (1512) ;
  - Valteline (1512) ;
  - Trois Paroisses (1512, perdues en 1526) ;
  - Maienfeld (1590 à 1790), simultanément un membre de la Ligue des Dix-Juridictions (Bündner Herrschaft).